# Le Coudray-Macouard
Le Coudray-Macouard település Franciaországban, Maine-et-Loire megyében. Lakosainak száma 935 fő (2022. január 1.). Le Coudray-Macouard Artannes-sur-Thouet, Cizay-la-Madeleine, Courchamps, Distré, Montreuil-Bellay és Saint-Just-sur-Dive községekkel határos.

## Népesség
A település népességének változása:
| Lakosok száma | 673  | 829  | 956  | 869  | 905  | 911  | 923  | 947  | 961  | 935  |
|               | 1968 | 1982 | 1990 | 2006 | 2013 | 2015 | 2017 | 2019 | 2020 | 2022 |